# Efeito multiplicador
Na Economia, o multiplicador é um fator de proporcionalidade que mensura quanto muda uma variável endógena em resposta a uma variação de algumas variáveis exógenas.
Por exemplo, supondo que uma variação de uma unidade numa variável x causa uma outra mudança em milhões de unidades numa variável y. Então, o multiplicador usado é m.

## História

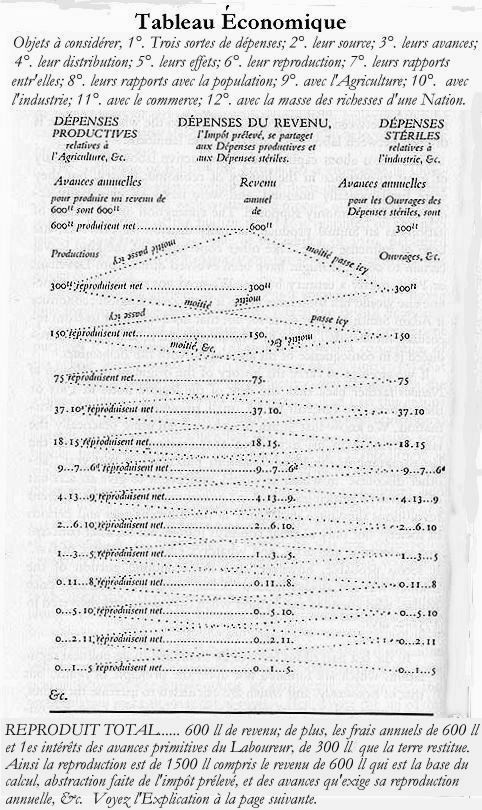
Visualização original do Tableau Économique de Quesnay, 1759.

O Tableau Économique (Quadro Económico) de François Quesnay (1759), que estabelece a base da teoria econômica dos fisiocratas, é creditado como a "primeira formulação precisa" de sistemas interdependentes na economia, e sobre a origem da teoria do multiplicador. No tableau économique, vê-se as variáveis em um período (tempo t) de alimentação em variáveis no período seguinte (t +1), e uma taxa constante de fluxo de rendimentos em série geométrica, que calcula um multiplicador.
A moderna teoria do multiplicador foi desenvolvida na década de 1930, por Kahn, Keynes, Giblin, e trabalhos anteriores na década de 1890: pelo economista australiano Alfred de Lissa, o economista dinamarquês Júlio Wulff, e o economista teuto-americano Nicholas Johannsen.

## Usos Comuns
Dois multiplicadores são comumente debatidos em macroeconomia introdutória.

### Multiplicador monetário
O multiplicador monetário ou bancário calcula a quantidade máxima de dinheiro que um depósito inicial pode se expandir em uma dada taxa de reserva.
Fórmula
O multiplicador monetário, m, é o inverso do requerimento de reserva R:
{\displaystyle m={\frac {1}{R}}}
Esta fórmula vem do facto que a soma das quantidades emprestadas da coluna acima pode ser expressa matematicamente como uma série geométrica com uma taxa comum de {\displaystyle 1-R} com uma taxa comum de {\displaystyle 1-R}.

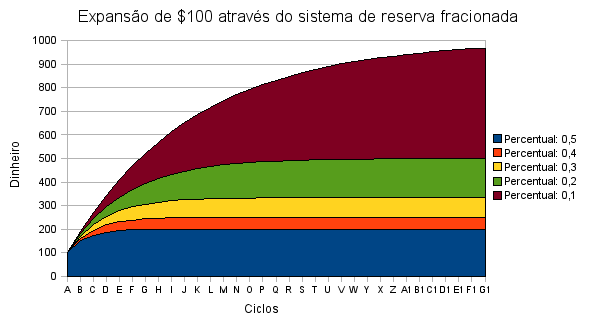
A expansão dos $100 através do sistema de reserva fracionada (ou fracionária) em várias taxas. Cada curva aproxima um limite. Este limite é o valor em que o "multiplicador monetário" é calculado.

Para corrigir a drenagem de dinheiro (a redução do impacto da política monetária devido a vontade das pessoas em ter uma parte do dinheiro em forma física) e a vontade dos bancos de ter reservas em excesso, acima do montante requerido, é usada a fórmula:
{\displaystyle m={\frac {(1+Drenagem)}{(Drenagem+Taxadereservapreferida)}}}
Onde a Drenagem é o percentual de dinheiro que as pessoas querem manter fisicamente e a Taxa de reserva preferida é a soma da Taxa de Reserva e a Taxa de reserva excedente do banco.
Exemplo
Para o exemplo, com uma taxa de reserva de 20%, ou R, pode também ser expressa em uma fração:
{\displaystyle R={\tfrac {1}{5}}}
Então o multiplicador monetário, m, pode ser expresso como:
{\displaystyle m=1/{\tfrac {1}{5}}=5}
Este número multiplicado pelo depósito inicial mostra a quantidade máxima em que o dinheiro pode ser expandido.

### Multiplicador fiscal
Na economia, o multiplicador fiscal é a razão pela qual uma mudança nos gastos do governo provoca uma alteração em toda a renda nacional. De modo mais genérico, os gastos exógenos ao multiplicador são os motivos de uma variação na renda nacional ou sobre qualquer mudança nos gastos autônomos (as despesas de investimento privado, gastos do consumidor, gastos do governo, ou gastos de estrangeiros sobre as exportações do país) que ela provoca. Quando este multiplicador for superior a um (M>1) , o efeito sobre a renda nacional é maior. O mecanismo que pode dar origem a um efeito multiplicador é que um montante inicial de gastos incrementais pode levar a aumento do consumo, aumento da renda e, portanto, aumentar ainda mais o consumo, resultando em um aumento generalizado da renda nacional maior que o montante despendido inicialmente. Em outras palavras, uma mudança inicial na procura agregada pode causar uma mudança na produção agregada (e, consequentemente, a renda agregada que ela gera) que é um múltiplo da mudança inicial.

### Multiplicador Keynesiano
O multiplicador keynesiano é um efeito de segunda ordem sobre o sistema econômico criado pelo investimento. Quando um investimento é feito, ele permite um aumento proporcional ao seu tamanho na produção e por consequência haverá um impacto maior sobre os ganhos. As receitas são então usadas de duas maneiras: em primeiro lugar se transformam em poupança, e a outra em gastos. A parte poupada fica por um tempo indefinido fora do circuito do consumo enquanto a outra parte é reinjetada, que estimula a produção, alcançando então os benefícios esperados, portanto, os tomadores de decisão são os principais determinantes do investimento. O estimulo da demanda por investimento, então, depende da propensão a poupar dos agentes econômicos. Quanto maior a parcela da renda do investimento é gasto, a mais produção é estimulada.

## Método de calculo
O método geral para calcular os multiplicadores de longo prazo é chamado de estática comparativa. A estática comparativa calcula a dimensão das alterações nas variáveis endógenas no longo prazo, dada uma mudança permanente em uma ou mais variáveis exógenas. O método de estática comparativa é uma aplicação do teorema da função implícita.
Também podem ser calculados por multiplicadores dinâmicos, ou seja, pode-se perguntar como uma mudança de algumas variáveis exógenas no ano t afeta variáveis endógenas no ano t, no ano t + 1, no ano t +2, e assim por diante. O gráfico que mostra o impacto em algumas variáveis endógenas ao longo do tempo, é a chamada função impulso-resposta. O método geral para calcular as funções impulso-resposta às vezes é chamado de dinâmica comparativa.